# CSi
CSi este o companie specializată în producția de echipamente de manipulare și transport al mărfurilor, înregistrată în Țările de Jos.
Cea mai importantă unitate de producție a grupului este la Cluj-Napoca.
Grupul are circa 400 de angajați și înregistrează anual o cifră de afaceri de circa 50 de milioane de euro.